# Anglican Church of St. John and St. Philip
De Church of St. John and St. Philip, kortweg de Engelse kerk, is een anglicaans kerkgebouw aan de Ary van der Spuyweg in Den Haag. De woning van de priester staat ernaast aan het begin van de Riouwstraat.

## Geschiedenis
De eerste Anglicaanse kerk in Den Haag werd in 1586 geopend aan het Noordeinde en was bestemd voor de troepen van Robert Dudley, graaf van Leicester. Hij was na de moord op Willem van Oranje (1584) met 5000 man in het geheim door Elizabeth I van Engeland in december 1585 de Noordzee overgestuurd om de Republiek te helpen tegen de Spaanse opmars. Op 19 september 1696 vierde de kerk haar eeuwfeest in logement de “Gouden Leeuw” in de Hofstraat bij het Buitenhof.
In 1822 werd deze kerk gesloten op bevel van koning Willem I. Zijn zoon koning Willem II, die het vaak met zijn vader oneens was, stond in 1844 toe dat de kerk heropend werd. Dit gebeurde in een tijdelijk houten gebouw naast de koninklijke bibliotheek in de tuin van Paleis Noordeinde.
In 1872 liet John Abraham Tinne bij de 1ste en 2de van den Boschstraat in het Bezuidenhout een stenen kerkgebouw verrijzen. Hij werd in 1873 gewijd door de bisschop van Nottingham en kreeg toen de huidige naam. John en Philip waren de vader en grootvader van Tinne. Toen de Duitsers op 10 mei 1940 Nederland binnenvielen werd de kerk gesloten. Er werden in het geheim tijdens de oorlog bij mensen aan huis diensten gehouden. Tijdens het bombardement op het Bezuidenhout werd ook de kerk vernield. Twee maanden na de bevrijding werden de diensten voortgezet in de Jacobus- en Augustinuskerk, een oud-katholieke schuilkerk in de Juffrouw Idastraat. In 1950 kreeg de gemeente bouwvergunning om een eigen kerk te bouwen en verhuisde zij naar de katholiek apostolische kerk in de 1e De Riemerstraat.
Op 21 juni 1951 legde prinses Alice, gravin van Athlone, de eerste steen voor een nieuwe kerk aan de Ary van der Spuyweg. Dit kerkgebouw, ontworpen door architect J. Smit,  werd op 29 april 1952 in gebruik genomen door de Engelse kerk en wordt tot op de dag van vandaag gebruikt. De bel die de gelovigen oproept voor de diensten is nog afkomstig uit de kerk aan het Noordeinde en dateert uit 1586. In het kader van een staatsbezoek van de Britse vorstin in 1958, bezochten koningin Juliana en koningin Elizabeth II de kerk op 26 maart.

## Predikanten
Niet volledige lijst van predikanten:
- 1596: John Wing
- 1630: Samuel Balmfort
- 1651: George Beaumont
- 1661: John Price
- 1676: Phillip Macdonald de Bowie (†1715)
- 1689: David Blair
- 1716-1749: Robert Milling (†1749)
- 1747-1796: Archibald Maclaine, Th. Doct. A.L.M.
- 1803: William Carp D.P.
- 1821: William Mackei of Alberdeen, Assistent pastoor

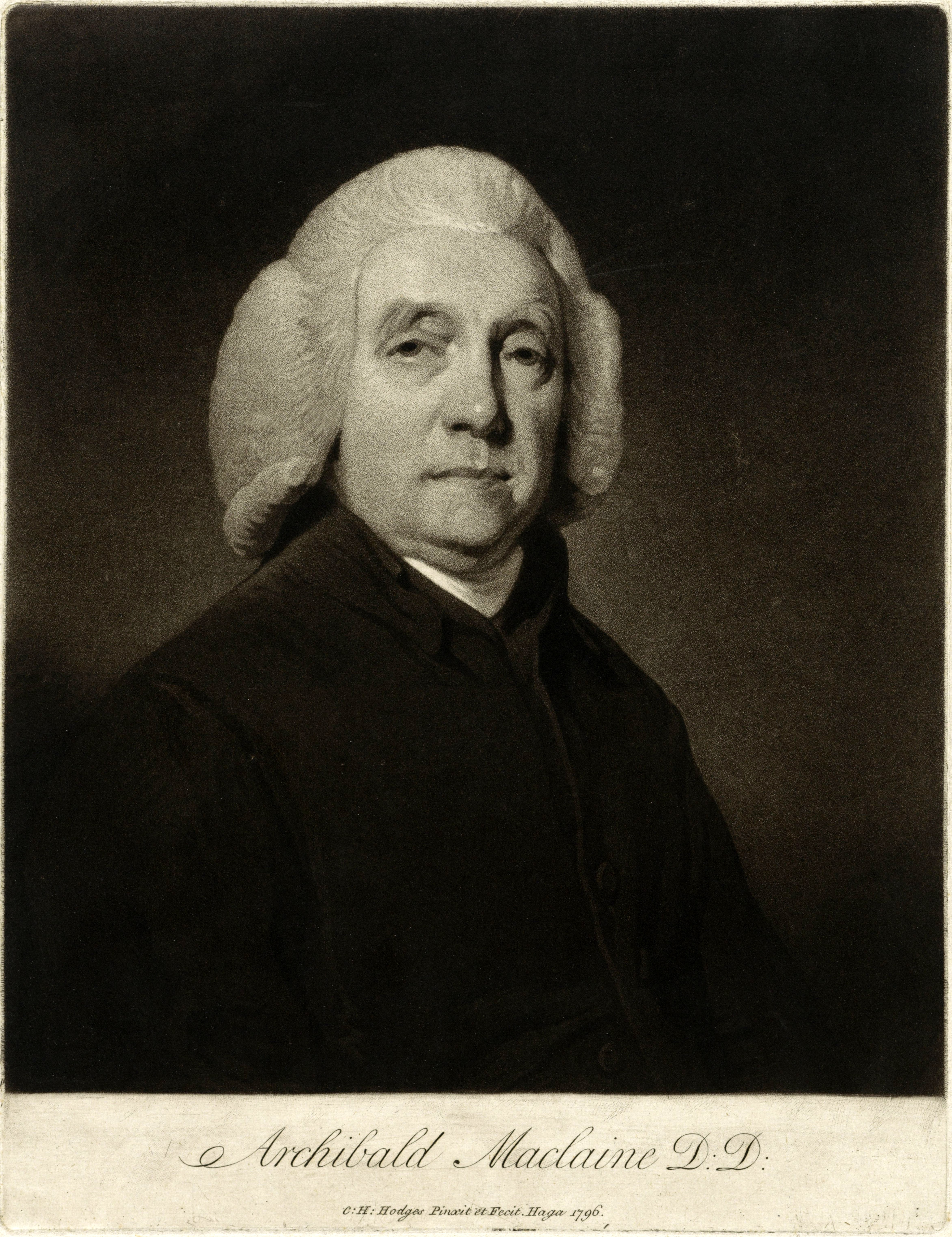
Archibald Maclaine (1722-1804)

Predikantenzoon Archibald Maclaine (1722-1804) was afkomstig uit Monaghan in Ierland. Hij studeerde aan de Universiteit van Glasgow, waar hij in 1746 afstudeerde en in 1767 zijn doctorsgraad (Artium Liberalium Magister) verkreeg. In 1746 kwam hij naar Den Haag om daar assistent te worden van predikant Robert Milling van de Engelse Kerk. Zijn komst naar Den Haag was waarschijnlijk niet toevallig, want Robert Milling was zijn oom. Aanvankelijk was Maclaine slechts co-pastor, en in 1748 zou Maclaine zijn oom opvolgen als predikant. In 1758 huwde Maclaine met Esther Wilhelmina Chais (1736-1789), dochter van een Waalse predikant in Den Haag. In de tijd van Maclaine zou de Engelse Kerk zich steeds meer gaan distantiëren van de Nederduitse Gereformeerde Kerk. Maclaine vertaalde het werk “Die Kirchengeschichtschreibung” van Johann Lorenz von Mosheim uit het Latijn en voorzag deze van uitgebreide aantekeningen. Hij was in Nederland kritisch bij discussies over geloofsvraagstukken en stond daarbij, zij het voorzichtig, achter de ideeën van filosoof John Locke. Maiclaine stond in hoog aanzien. In 1788 ontving koning George III Archibald Maclaine en verleende hem de titel van “hofprediker”. Maclaine gaf Engelse les aan erfprins Willem en zijn moeder prinses Wilhelmina. Ook was hij ere-lid van de Haagse Academie van Beeldende Kunsten en sinds 1779 lid van de Oeconomische Tak van de Hollandsche Maatschappye der Weetenschappen, een genootschap ter bevordering van de handel, nijverheid en welvaart. In 1796, het jaar volgend op de Bataafse Revolutie, ging Maclaine met emeritaat naar Bath in het Engelse graafschap Somerset. Hij zou daarna nog banden onderhouden met de uitgeweken Oranjes.

## Galerij

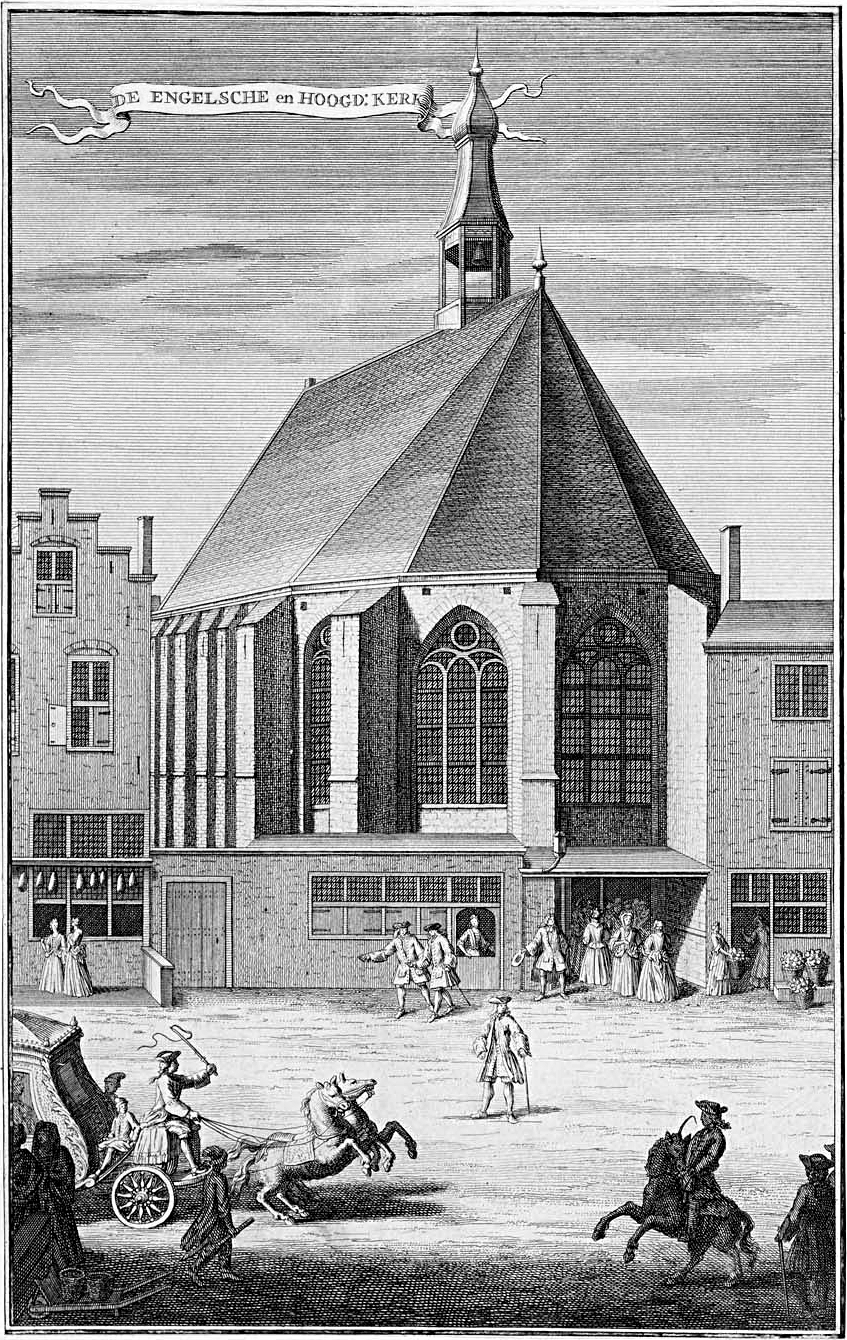
De Engelse en Hoogduitse Kerk aan het Noordeinde in 1730, prent door Gerrit van Giessen. Universiteitsbibliotheek Leiden
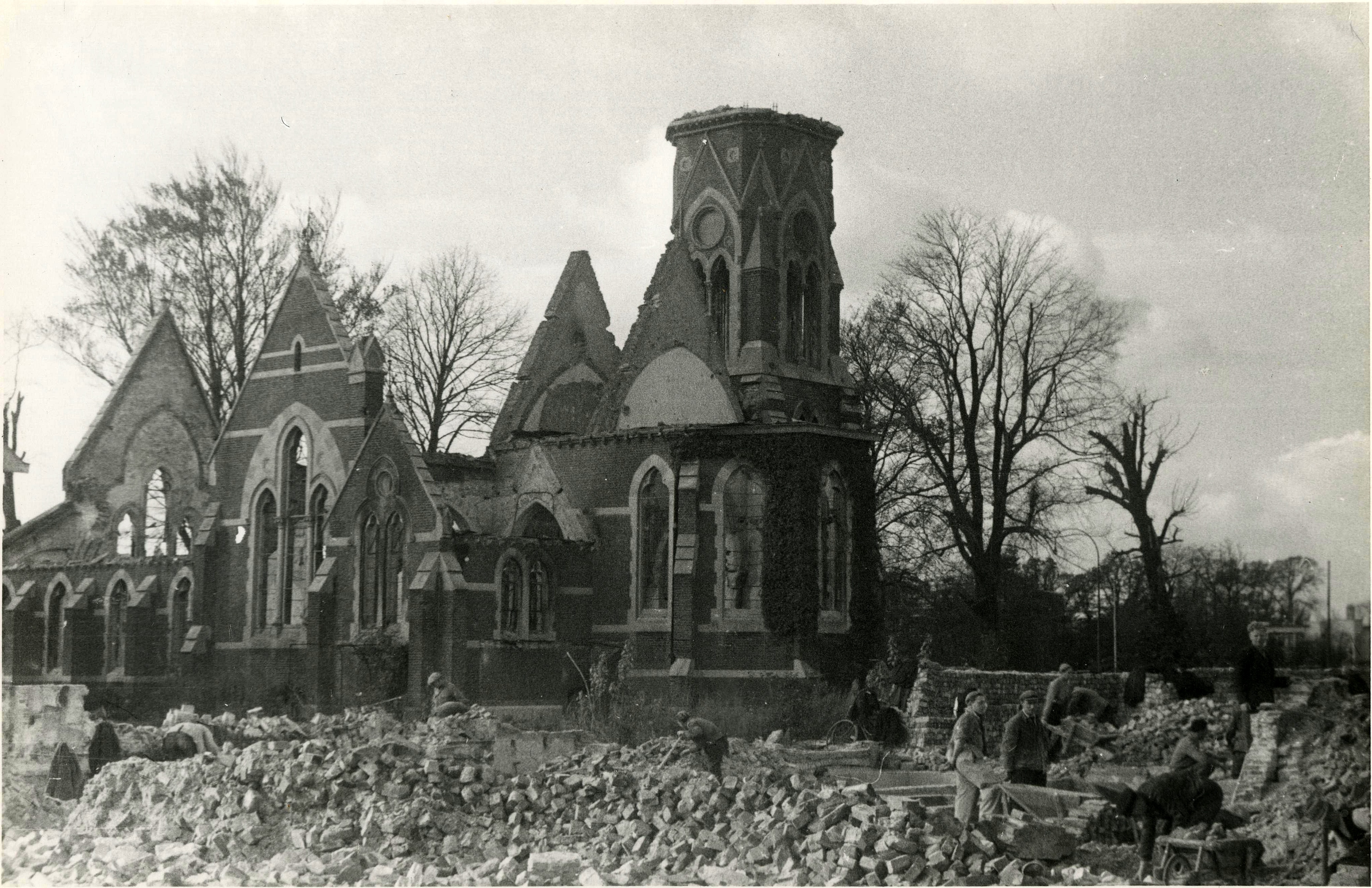
Resten van de Engelse kerk in Bezuidenhout, na het bombardement van 3 maart 1945
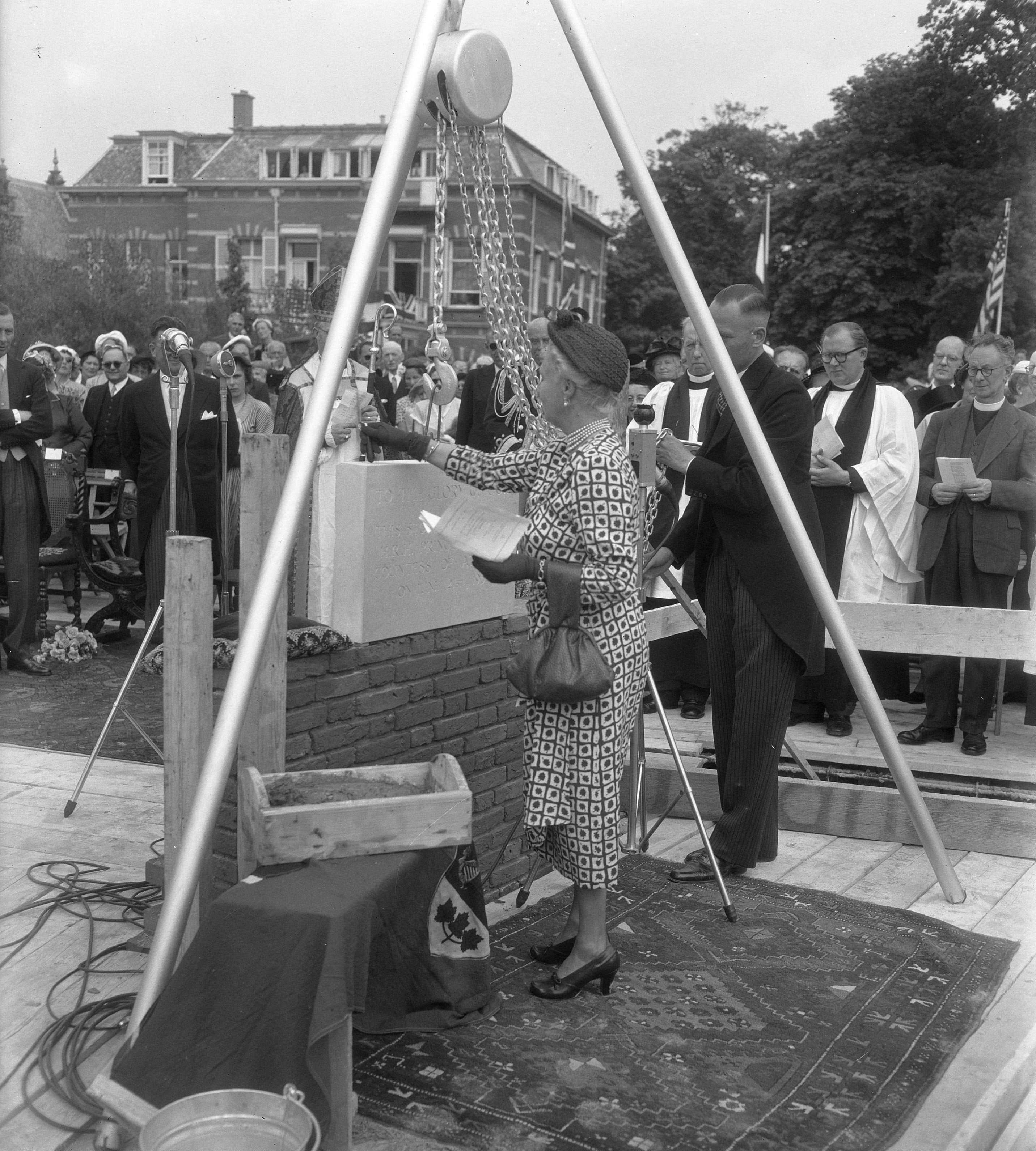
Eerste steen voor de nieuwe Engelse en Amerikaanse Episcopale kerk aan de Ary van der Spuyweg, Den Haag, door prinses Alice, gravin van Athlone. Ook aanwezig waren: Philip Nichols (op de achtergrond), ambassadeur van het Verenigd Koninkrijk, en Selden Chapin (op de achtergrond), ambassadeur van de Verenigde Staten

Abdijkerk van Loosduinen · 
Allerheiligst Sacramentskerk · 
Anglican Church of St. John and St. Philip · 
Antonius Abtkerk · 
Badkapel · 
Bethelkerk (Scheveningen) · 
Bethlehemkerk · 
Christus Triumfatorkerk · 
Duinoordkerk · 
Duinzichtkerk · 
Eben-Haëzerkerk · 
Onze Lieve Vrouw Onbevlekt Ontvangenkerk · 
Emmauskerk · 
Grote of Sint-Jacobskerk · 
Sint-Jacobus de Meerderekerk  · 
H.H. Engelbewaarderskerk · 
H.H. Jacobus- en Augustinuskerk · 
Hofkapel · 
H. Familiekerk · 
Julianakerk (Transvaalkwartier) · 
Prinses Julianakerk (Scheveningen) · 
Kerk van de H. Martelaren van Gorcum · 
Kerk van Eikenduinen · 
Kloosterkerk · 
Lourdeskapel · 
Lutherse kerk · 
Maranathakerk · 
Nieuwe Badkapel · 
Nieuwe Kerk ·
Onbevlekt Hart van Mariakerk ·
O.L.V. Hemelvaartkerk · 
O.L.V. van Goede Raadkerk · 
Oosterkerk · 
Oude Kerk · 
Paleiskerk · 
Pastoor van Arskerk · 
Pniëlkerk · 
Sint-Agneskerk · 
Sint-Josephkerk (1867) · 
Sint-Josephkerk (1886) · 
Sint-Marthakerk · 
Sint-Paschalis Baylonkerk · 
Sint-Theresia van Lisieuxkerk · 
Sint-Willibrorduskerk · 
Teresia van Avilakerk · 
Vredeskapel · 
Waalse Kerk · 
Wilhelminakerk (1908) · 
Wilhelminakerk (1954) · 
Willemskerk · 
Willibrorduskapel